# بازرس لاواردین
بازرس لاواردین (فرانسوی: Inspecteur Lavardin‎) فیلمی جنایی به کارگردانی کلود شابرول است که در سال ۱۹۸۶ منتشر شد.

## بازیگران
- ژان-کلود برایلی
- برنادت لافون
- ژان پوایه